# Bataille de Marcellae (792)
Pour les articles homonymes, voir Bataille de Marcellae (homonymie).
Guerres byzantino-bulgares
Batailles
- Ongal (680)
- Anchialos (708)
- Marcellae (756)
- Lithosoria (774)
- Marcellae (792)
- Serdica (809)
- Pliska (811)
- Versinikia (813)
- Mesembria
- Guerre de 894 - 896
  - Bulgarophygon
- Guerre de 913 - 927
  - Anchialos (917)
  - Pegae (921)
- Guerre de 970 - 1018
  - Portes de Trajan (986)
  - Thessalonique (995)
  - Passe de Kleidion (1014)
  - Bitola (1015)
- Ostrovo (1040)
- Klokotnica (1230)
- Andrinople (1254)
- Devina (1279)
- Skafida (1304)
- Rusokastro (1332)

La bataille de Marcellae (en bulgare : Битката при Маркели, en grec moderne : Μάχη των Μαρκελλών) s'est déroulée en 792 à Marcellae (Markeli), près de la ville actuelle de Karnobat dans le sud-est de la Bulgarie, là où avait eu lieu une première bataille en 756. Elle mit aux prises les forces de l'Empire byzantin conduites par l’empereur Constantin VI et celles du khanat bulgare du Danube sous la direction du khan Kardam. Les Byzantins furent défaits, durent battre en retraite jusqu’à Constantinople et accepter de payer un tribut aux Bulgares.

## Toile de fond
Le Danube constitua en théorie sinon en pratique la frontière entre l’Empire byzantin et les Balkans jusqu’au VIIe siècle. La situation changea en 679 avec l’arrivée des Turcs bulgares chassés de leur territoire sur la Volga par les Khazars. Le refus de l’empereur Constantin IV (r. 668-685) de les laisser s’installer au sud de cette frontière devait conduire à une longue série de conflits. Les Bulgares n’en franchirent pas moins la frontière et eurent le dessus sur les populations slaves qui habitaient la région. L’unification des divers clans bulgares et l’établissement d’un khanat représenta une menace pour la Thrace byzantine durant les trois siècles qui suivirent.
Une première bataille avait déjà eu lieu en 756 à Marcellae (Markeli) près de la ville de Karnobat dans le sud-est de la Bulgarie. Elle s’était achevée par une victoire des Byzantins et avait obligé les Bulgares à demander une trêve de courte durée.
À l’intérieur même de l’Empire bulgare, de nombreuses querelles au sein de la noblesse s’étaient terminées par la chute du clan des Dulo qui avait jusqu’alors régné sur l’ensemble des clans bulgares. Après avoir combattu Constantin V (r. 741-775), le khan Telerig finit par quitter la Bulgarie pour se réfugier à Constantinople où il se convertit au christianisme et épousa une cousine de l’impératrice Irène. Son successeur, Kardam (r. 777– avant 803) reprit la guerre contre Byzance, pénétrant à l’intérieur de la vallée du Strymon en 789, défaisant les Byzantins et tuant le strategos de Thrace du nom de Filitès. En représailles, Constantin VI  (r. 780 – 797) lança une campagne dans le nord de la Thrace en avril 791. Les armées bulgare et byzantine se rencontrèrent près de la forteresse de Provat (20 km à l’est d’Edirne); les Byzantins durent battre en retraite, mais cette défaite ne fut pas décisive et ils revinrent à la charge l’année suivante.

## La bataille

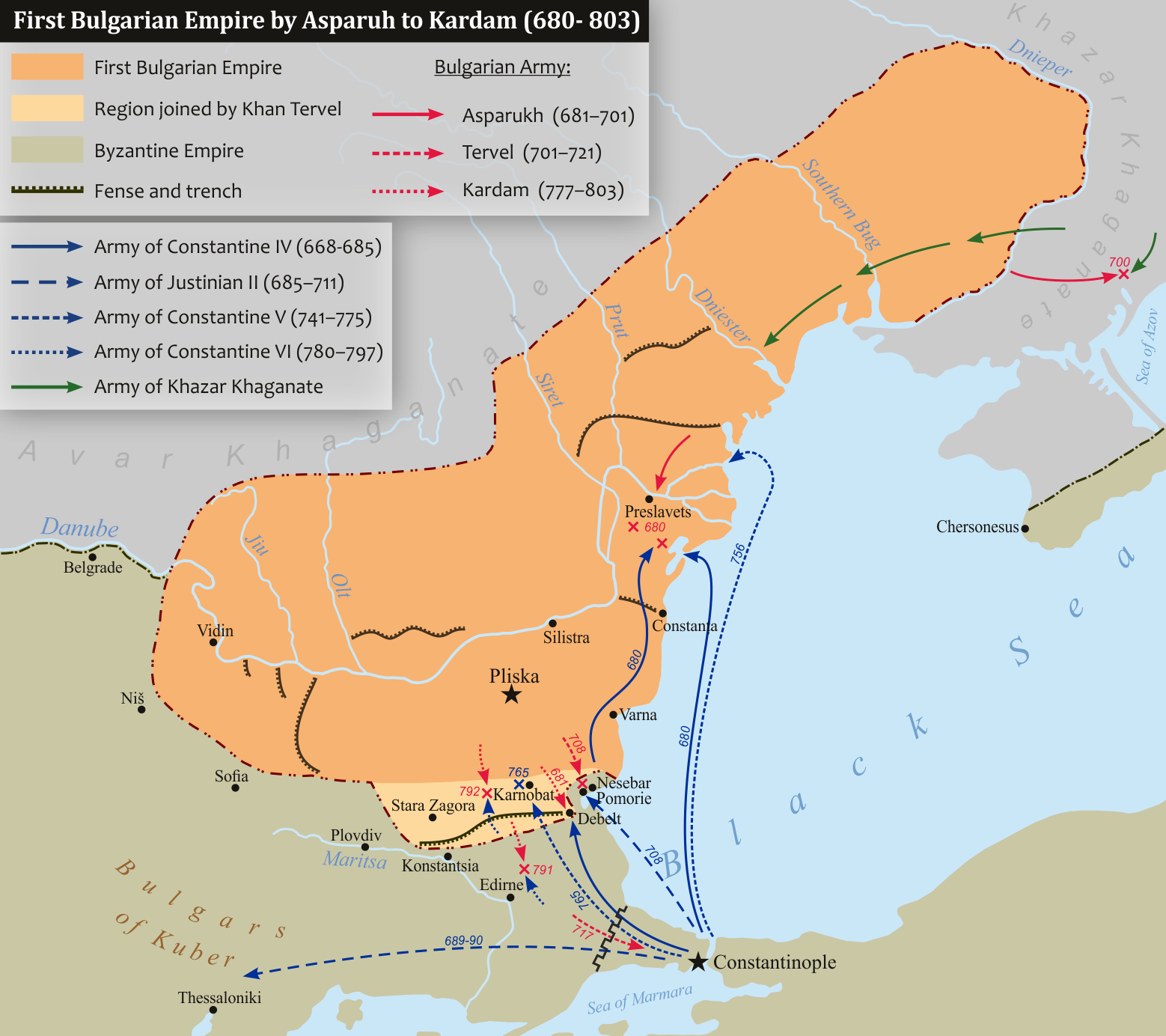
Carte du premier Empire bulgare (680-803) montrant les batailles du khan Kardam.

À l’été 792, Constantin VI mena ses armées vers le nord et, le 20 juillet, fit face aux Bulgares dirigés par Kardam près du fort de Marcellae sur la frontière. Les Bulgares avaient construit des remparts bloquant l’accès des routes menant au col de Rish et à la capitale, Pliska. Pendant plusieurs jours, l’empereur byzantin ne put se décider à donner l’attaque. Ce n’est qu’à la fin de juillet que, « convaincu par de faux astrologues » aux dires de Théophane le Confesseur, l’empereur se décida à passer à l'attaque, les étoiles prédisant la victoire,.
Avant le début des combats et alors qu’il attendait l’assaut des Byzantins, le khan fit secrètement placer sa cavalerie derrière les collines qui entouraient le champ de bataille. La nature accidentée du terrain força l’armée byzantine à abandonner son ordre habituel de bataille. Prenant avantage de cette faute, Kardam ordonna une contrattaque qui assura le succès de ses troupes. La cavalerie bulgare encercla alors les Byzantins coupant leur retraite vers leur camp et la forteresse de Marcellae. Ils purent alors s’emparer de l’approvisionnement, du trésor et de la tente de l’empereur. Ils forcèrent ainsi Constantin à s’enfuir vers Constantinople, massacrant un grand nombre de soldats et d’officiers pendant leur retraite,,.
Au cours de cette bataille, les Bulgares utilisèrent une arme appelée arkani. Celle-ci consistait en une longue perche à laquelle était attachée une corde formant lasso. Cette arme se révélait particulièrement efficace contre la cavalerie, car elle permettait de désarçonner un cavalier ennemi à l’aide du lasso.

## Conséquences
À la suite de cette défaite, Constantin VI dut négocier la paix avec Kardam et lui payer tribut. Quatre ans plus tard (796), l’empereur cessa ces paiements, ce qui devait provoquer une nouvelle guerre en Thrace qui se termina sans victoire décisive de l’un ou l’autre côté. Les hostilités entre les deux empires devaient reprendre sous le règne du successeur de Kardam, le khan Krum (r. vers 803 – 814).
La victoire des Bulgares à Marcellae revêtit une grande importance politique. La Bulgarie devait ainsi émerger pendant le IXe siècle consolidée, plus forte et unie, permettant ainsi au nouveau khan Krum jusqu’alors chef de clan en Pannonie de consolider son pouvoir à l’intérieur et d’étendre les frontières du moyen Danube au Dniepr et d’Edirne aux monts Tatras.

### Source primaire
- (en) Theophanes Confessor. The Chronicle of Theophanes Confessor. (Translation and commentaries by Cyril Mango and Roger Scott). Byzantine and Near Eastern history AD 284–813, Clarendon Press, 1977.  (ISBN 978-0-198-22568-3).
- (la) Barthold Georg Niebuhr (dir.) (trad. Johannes Classen), Corpus Scriptorum Historiae Byzantinae, vol. 43.1 : Theophanes, Bonn, 1839 [en ligne] http://www.documentacatholicaomnia.eu/30_20_0700-0800-_Theophanes_Abbas_Confesso.html.

### Sources secondaires
- (bg) Andreev, Jordan; Milcho Lalkov. The Bulgarian Khans and Tsars. Veliko Tarnovo, Abagar, 1996.  (ISBN 954-427-216-X).
- (fr) Bréhier, Louis. Vie et mort de Byzance, coll. L’Évolution de l’Humanité, Paris, Albin Michel, 1969.
- Jean-Claude Cheynet, Le monde byzantin, t. 2 : L' empire byzantin, 641-1204, Paris, PUF, coll. « Nouvelle Clio », 2007, 544 p. (ISBN 978-2-13-052007-8).
- Alain Ducellier et al., Byzance et le monde orthodoxe, Paris, A. Colin, 1986, 503 p. (ISBN 978-2-200-37105-0).
- (en) John V.A. Fine, The early medieval Balkans : a critical survey from the sixth to the late twelfth century, Ann Arbor, University of Michigan Press, 1983, 13e éd., 336 p. (ISBN 978-0-472-08149-3, lire en ligne).
- (en) John Haldon, The Byzantine Wars, New York, The History Press, 2013, 268 p. (ISBN 978-0-7524-9652-8, lire en ligne).
- (en) John Haldon, Byzantium at war : AD 600-1453, Oxford, Osprey, coll. « Guide To », 2002 (1re éd. 2002), 96 p. (ISBN 978-1-84176-360-6).
- (en) Kazhdan, Alexander (dir.), Oxford Dictionary of Byzantium, New York et Oxford, Oxford University Press, 1991, 1re éd., 3 tom.  (ISBN 978-0-19-504652-6).
- (en) Alexandru Madgearu et Martin Gordon (trad. du roumain), The wars of the Balkan Peninsula : their medieval origins, Lanham, Md, Scarecrow Press, 2008, 233 p. (ISBN 978-0-8108-5846-6).
- (en) John Julius Norwich, Byzantium, vol. 2 : The apogee, New York New York, Alfred A. Knopf,Distributed by Random House, Inc, 1989, 389 p. (ISBN 978-0-394-53779-5).
- (en) Dimitri Obolensky, The Byzantine commonwealth : Eastern Europe, 500-1453, Londres, Weidenfeld and Nicolson, coll. « Phoenix paperbacks. / History of civilisation », 1971, 445 p. (ISBN 978-1-84212-019-4).
- Georgije Ostrogorski (trad. de l'allemand par J. Gouillard, préf. Paul Lemerle), Histoire de l'État byzantin [« Geschichte des byzantinischen Staates »], Paris, Payot, coll. « Regard de l'histoire », 1977 (1re éd. 1956), 647 p. (ISBN 978-2-228-07061-4).
- (fr) Petit, Paul. Histoire générale de l'Empire romain, Paris, Seuil, 1974, 800 p.  (ISBN 978-2-02-002677-2).
- (en) Sheppard, Jonathan (ed). The Cambridge History of the Byzantine Empire, c. 500-1492. Cambridge, Cambridge University Press, 2008.  (ISBN 978-0521-83231-1).
- (en) Warren T. Treadgold, A history of the Byzantine state and society, Stanford, Calif, Stanford University Press, 1997, 1019 p. (ISBN 978-0-8047-2421-0 et 978-0-804-72630-6, lire en ligne).
- (en) Vassiliev, A.A. History of the Byzantine Empire (2 vol.). Madison (Wisconsin), The University of Wisconsin Press, 1952.  (ISBN 978-0-299-80925-6) et  (ISBN 978-0-299-80926-3).
- (bg) Zhekov, Zh. “Военната тактика на българите VІІ–ІХ в” (The Military Tactics of the Bulgarians, 7th-9th centuries,) 2004. URL: https://web.archive.org/web/20090425100031/http://www.vi-books.com/vis/vis4/vis4_3/01.htm. (recherche du 27 mars 2019).
- (bg) Zlatarski, Vasil. "Part I. The Huno-Bulgarian dominance (679-852). II. Territorial expansion and rising of political importance. 2. Change of the foreign and domestic policy of Bulgaria". History of the Bulgarian state in the Middle Ages. Volume I. History of the First Bulgarian Empire (2 ed.). Sofia: Nauka i izkustvo., 1971, [1re édition 1927].

### Note
- (en) Cet article est partiellement ou en totalité issu de l’article de Wikipédia en anglais intitulé « Battle of Marcellae » (voir la liste des auteurs).